# Keller Emese
Keller Emese, asszonynevén Kósa Andrásné (Temesvár, 1950. február 26. –) magyar grafikus, karikaturista, művészeti író.

## Életútja
Édesapja Keller Gyula (1917–2001) német származású gyógyszerész. A kommunista államosítás után a család vagyonát elvették, 1950 körül a Temes megyei Dettán éltek, majd 1952-ben Marosvásárhelyre költöztek.
Keller Emese Marosvásárhelyen végezte a Művészeti Líceumot (1969), majd a kolozsvári Ion Andreescu Képzőművészeti főiskola textil szakán szerzett diplomát (1973). 1975-ben Bukarestbe költözött, 1975–1976 között divattervező volt, 1976–1982 között a Jóbarát rajzolója, 1982–2005 között az Előre, és utódja, a Romániai Magyar Szó grafikusa és képzőművészeti riportere, a RMSZ-zsebkönyvek sorozattervező grafikusa. Népszerűek voltak naponta közölt karikatúrái, melyekben erkölcsi visszásságokat, köznapi gondokat és ellentmondásokat figurázott ki, nemegyszer olvasók ötletei nyomán.
A Cutezătorii, Ifjúmunkás, Luminița, Cimbora, A Hét külmunkatársa volt. Több, mint 25 könyvet illusztrált. Lap- és könyvillusztrátori tevékenységét nyugdíjba vonulása után is folytatta.

## Munkássága

### Újságok, folyóiratok illusztrációi
- Jóbarát (1976–1982)
- Cutezătorii
- Ifjúmunkás
- Luminița
- A Hét
- Előre (1982–1989)
- Cimbora (1990–1992)
- Romániai Magyar Szó (1990–2005)

### Könyvillusztrációk
- Anavi Ádám. Csülök és a többi négy. Temesvár: Editura Facla (1977)
- Majtényi Erik. Postás Pali levelei. Bukarest: Editura Ion Creangă (1981)
- Bocz Irma et al. Nyitva van az aranykapu. Bukarest: Editura Didactică și Pedagogică (1982)
- Csire Gabriella. Mókus Pali vándorúton. Bukarest: Editura Ion Creangă (1983)
- Markó Béla. Szarka-telefon. Bukarest: Editura Ion Creangă (1984). ISBN 9631139212
- Șchiopu, Ursula. Pendul cosmic. Bukarest: Editura Ion Creangă (1984)
- Ene, Marian Radu. Pintenul de aur. Bukarest: Editura Ion Creangă (1985)
- Marton Lili. Varázstükör – Színjátszás és szereplés az iskolában. Bukarest: Editura Ion Creangă (1986)
- Cubleșan, Constantin. Orașul de cretă colorată. Bukarest: Editura Ion Creangă (1986)
- Tóth Mária. Maradj velünk, gyermekkor. Bukarest: Editura Ion Creangă (1988)
- Molnár Zsófi. Bukdács, Bukfenc meg a többiek. Bukarest: Editura Ion Creangă (1988)
- Méhes György. Hét kedvenc unoka. Bukarest: Editura Ion Creangă (1989). ISBN 9732500905
- Balogh József. Mosolygó versek. Bukarest: Editura Ion Creangă (1989). ISBN 973250174X
- Mihăilescu, Virgiliu Vasile. Tăticule, bine ai venit!. Bukarest: Editura Ion Creangă (1989). ISBN 9732500433
- Markó Béla. Tücsöknóta. Bukarest: Editura Ion Creangă (1990). ISBN 9732503173
- Méhes György. Családom rémtettei. Bukarest: Editura Ion Creangă (1991). ISBN 9732503963
- Papp Attila. Libavonat. Bukarest: Editura Ion Creangă (1991). ISBN 9732503726
- Csire Gabriella. Kaktusztövis. Bukarest: Editura Ion Creangă (1991). ISBN 9732504188
- Balogh Irma. Kerékpárral a világ körül. Bukarest: Editura Ion Creangă (1992). ISBN 973250417X
- Grigorescu, Cătălina Luminița. Minunatele taine ale zânei. Bukarest: Editura Didactică și Pedagogică (2005). ISBN 9733019526
- szerk. Szász Csilla. Szöveggyűjtemény csángó gyerekek számára I-II. Bukarest: Editura Didactică și Pedagogică (2008). ISBN 9789733023340
- Csire Gabriella. Az ótestamentum igazgyöngyei. Székelyudvarhely: Erdélyi Gondolat (2008). ISBN 9789738320628
- Beke Sándor. Góbé Miska. Székelyudvarhely: Erdélyi Gondolat (2009). ISBN 9789738320871
- Csire Gabriella. A párjanincs János vitéz. Székelyudvarhely: Erdélyi Gondolat (2009). ISBN 9789738320963
- Csire Gabriella. Árgirus királyfi és az aranyalmák. Székelyudvarhely: Erdélyi Gondolat (2009). ISBN 9789738320956
- Csire Gabriella. Csaba és a Nap fia. Székelyudvarhely: Erdélyi Gondolat (2009). ISBN 9789738320994
- Csire Gabriella. Lúdas Matyi három arca. Székelyudvarhely: Erdélyi Gondolat (2009). ISBN 9786065340022
- Csire Gabriella. Szuhay Mátyás tréfája. Székelyudvarhely: Erdélyi Gondolat (2009). ISBN 9786065340046
- Csire Gabriella. Vitéz Háry János. Székelyudvarhely: Erdélyi Gondolat (2009). ISBN 9789738320901
- Bolânu, Elena. Cunoașterea mediului înconjurător I-II. Bukarest: Editura Didactică și Pedagogică (2009). ISBN 9789733026204
- szerk. Dáné Károly. Szókóstoló. Bukarest: Editura Didactică și Pedagogică (2012). ISBN 9789733032380
- Korczak, Janusz. Regele Mateiaș Întâiul, ford. Gabriela Roștaș, Bukarest: BCC Publishing (2013). ISBN 9786069300046
- Korczak, Janusz. Regele Mateiaș pe insula pustie, ford. Gabriela Roștaș, Bukarest: BCC Publishing (2013). ISBN 9786069300053